# Bochum Hauptbahnhof
Bochum Hauptbahnhof – główny dworzec kolejowy w Bochum, w kraju związkowym Nadrenia Północna-Westfalia, w Niemczech. Stacja posiada 4 perony.